# Immanuel (Israëlische nederzetting)

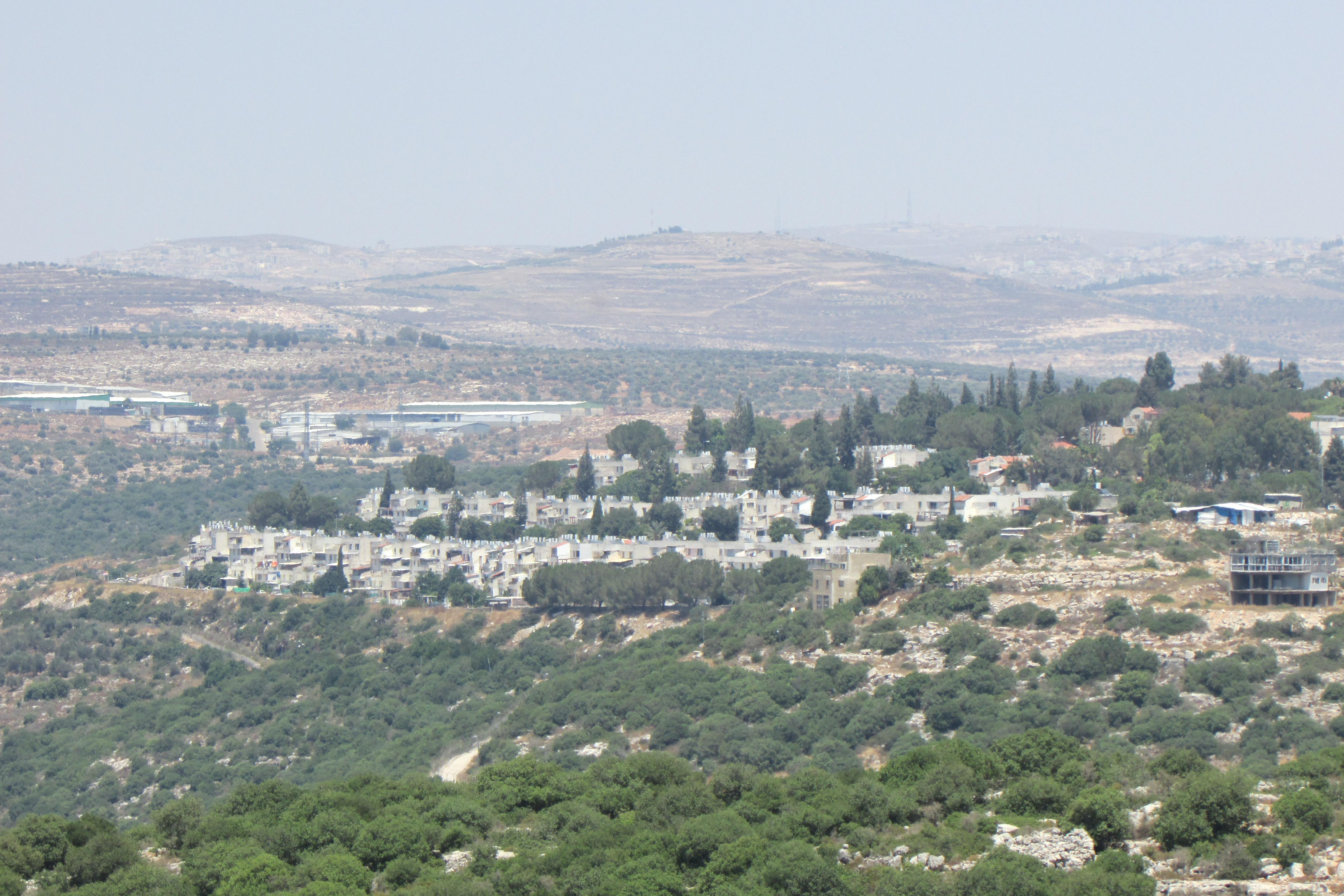
De nederzetting Immanuel

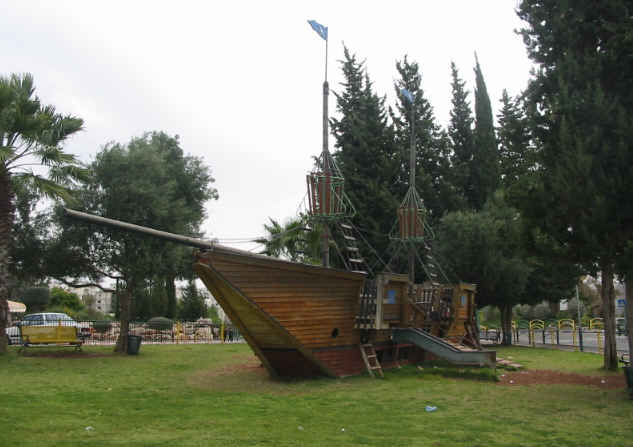
Kinderspeelplaats

Immanuel (Hebreeuws: עָתְנִיאֵל) is een Israëlische nederzetting op de Westelijke Jordaanoever. Het dorp heeft circa 3.600 inwoners en is genoemd naar de Bijbelse naam voor de Messias zoals genoemd in het bijbelboek Jesaja. Het dorp is gesticht in 1983.

## Geschiedenis
Zowel in 2001 als in 2002 vond er een aanslag plaats op een bus in het dorp. Bij de eerste aanslag op 12 december 2001 vielen 11 doden, bij de tweede aanslag op 16 juli 2002 vielen 9 doden.
In 2007 kwam het dorp in het nieuws doordat op scholen aparte klassen waren voor Asjkenazische en Sefardische studenten. Het Israëlisch hooggerechtshof kwam in 2009 unaniem tot het besluit dat deze scheiding onwettig was en moest worden teruggedraaid.

## Status
De Europese Unie, de Verenigde Naties en de meerderheid van de internationale gemeenschap bestempelen de nederzettingen als illegaal volgens het internationaal recht. Een groot aantal VN-veiligheidsraadsresoluties (446, 452, 465, 471, 2334) hebben de kolonies dan ook als zodanig bestempeld. Israël bestrijdt dit.